# Odszkodowanie
Odszkodowanie – świadczenie, które należy się poszkodowanemu za wyrządzenie szkody od podmiotu prawa cywilnego (np. osoby fizycznej, osoby prawnej, w tym Skarbu Państwa), który tę szkodę wyrządził lub ponosi za nią odpowiedzialność.

## Funkcja odszkodowania
Odszkodowanie pełni funkcję kompensacyjną – stanowi finansową rekompensatę uszczerbku, który powstał u osoby poszkodowanej wskutek zdarzenia wywołującego szkodę. Wysokość odszkodowania musi więc być adekwatna do rozmiarów powstałej szkody. Odszkodowanie powinno pokrywać tak szkodę rzeczywistą, jak i utracone korzyści, czyli to wszystko, co poszkodowany mógłby osiągnąć, gdyby nie doszło do zdarzenia.

## Odszkodowanie a zadośćuczynienie
Szczególnym rodzajem odszkodowania jest zadośćuczynienie. Zadośćuczynienie przysługuje w razie wyrządzenia szkody niemajątkowej (np. uszkodzenia ciała), nie zaś szkody majątkowej.

## Odpowiedzialność odszkodowawcza
Odpowiedzialność ponoszona przez jeden podmiot, za szkodę doznaną przez drugi podmiot, stanowi podstawę do roszczenia o odszkodowanie. Odpowiedzialność odszkodowawcza jest odpowiedzialnością cywilną wynikającą z powstania szkody na skutek zachowania polegającego na zaniechaniu bądź działaniu naruszającym obowiązujące przepisy. Wyróżnia się dwa rodzaje odpowiedzialności odszkodowawczej:
- odpowiedzialność deliktowa – będąca następstwem zachowań sprzecznych z prawem oraz z zasadami życia społecznego (np. przestępstwo), niezależnie od ewentualnych stosunków umownych łączących strony[5],
- odpowiedzialność kontraktowa – wynikająca z umowy stron i nakładająca na jedną z nich obowiązek naprawienia ewentualnych szkód powstałych wskutek niewykonania lub nienależytego wykonania podjętych zobowiązań[6].

Dla zaistnienia odpowiedzialności odszkodowawczej muszą wystąpić określone przesłanki:
- bezprawność czynu – w przypadku odpowiedzialności deliktowej jest to złamanie powszechnie obowiązującego prawa lub zasad współżycia społecznego, a w przypadku odpowiedzialności kontraktowej – niewykonanie bądź nieprawidłowe wykonanie zobowiązania,
- adekwatny związek przyczynowy – związek przyczynowo-skutkowy wyrażony w Art. 361 § 1 Kodeksu cywilnego, między danym zachowaniem a powstałą w związku z nim szkodą, ustalany na bazie reguł obiektywnie obowiązujących,
- wina – umyślna, gdy sprawca jest świadom szkodliwych skutków swojego celowego działania bądź nieumyślna, gdy sprawca mimo swojej powinności nie przewiduje możliwości wystąpienia negatywnych skutków lub też zakłada taką ewentualność, lecz domniema, że zdoła ich uniknąć.

Odpowiedzialność odszkodowawczą stwierdza się na podstawie odwołania do jednej z trzech (w zależności od sytuacji) zasad:
- zasada winy – najbardziej tradycyjna, opiera się na etycznym założeniu, że sprawca szkody powinien ponieść konsekwencje swojego zawinionego działania lub zaniechania przez naprawienie krzywd[5]
- zasada ryzyka – sformułowana na skutek dynamicznego rozwoju techniki i przemysłu, gdy szkody powstają w sposób niezawiniony lub są trudne do udowodnienia. W jej myśl ten, kto do celów swojej działalności wykorzystuje niebezpieczne urządzenia bądź podległe mu osoby, ponosi odpowiedzialność za ewentualne szkody powstałe nawet bez jego winy. Zasada ta sięga aż do granic sił wyższych, czyli zdarzenia niemożliwego do przewidzenia i zapobieżenia mu
- zasada słuszności – stanowi uzupełnienie dwóch powyższych i znajduje zastosowanie, gdy z jednej strony brak podstaw do dochodzenia roszczenia o odszkodowanie, a z drugiej istnieją ważne motywy etyczne przemawiające za kompensacją szkody. Tyczy się to np. negatywnych następstw wykonywania władzy publicznej w sposób legalny bez cech bezprawności.

## Rodzaje odszkodowań
Odszkodowanie może polegać na (wybór formy należy do poszkodowanego):
- przywróceniu do stanu istniejącego przed wyrządzeniem szkody, o ile jest to w ogóle możliwe (tzw. restytucja naturalna),
- zapłacie sumy pieniężnej (rekompensata pieniężna).

W przypadku gdy przywrócenie stanu poprzedniego jest niemożliwe bądź gdy wiąże się to z nadmiernymi trudnościami czy kosztami zobowiązanego, poszkodowany musi poprzestać na pieniężnym odszkodowaniu. Dla ustalenia wysokości pieniężnego odszkodowania niezbędne jest monetarne oszacowanie szkody.
Odszkodowanie może pokrywać:
- rzeczywiście wyrządzoną szkodę, czyli straty, które poniósł poszkodowany (tzw. damnum emergens) – szkodę rzeczywista, czyli pomniejszenie majątku poszkodowanego bądź obniżenie jego wartości ekonomicznej w wyniku szkody,
- ponadto utracone korzyści, które poszkodowany mógłby uzyskać, gdyby szkody mu nie wyrządzono (tzw. lucrum cessans) – utracone korzyści będące następstwem szkody rzeczywistej, stanowiące wartość hipotetyczną będącą konsekwencją szkody, np. utrata lub obniżenie zarobków czy uszkodzenie pojazdu jako narzędzia pracy[7].

Odszkodowanie umowne – to odszkodowanie zastrzeżone z góry w umowie na wypadek niewykonania lub nienależytego wykonania zobowiązania niepieniężnego; jego zapłata może być uiszczona nawet wówczas, gdy żadna szkoda nie powstała, ale spełnione zostały warunki umowne przewidujące jego wypłatę.
Odszkodowanie kompensacyjne – mające na celu zadośćuczynienie i naprawienie szkody. Wyróżnia się jego dwa gatunki:
- faktyczne – rekompensuje poszkodowanemu poniesione przez niego realne wydatki (np. rachunki za świadczenia lekarskie, leki, sprzęt rehabilitacyjny lub koszty związane z wynajęciem pojazdu zastępczego) czy straty finansowe (np. utracone zarobki w związku z przebywaniem na zwolnieniu lekarskim),
- ogólne – tyczy się rzeczy, których nie można precyzyjnie ująć w wartości pieniężnej, jak ból i cierpienie towarzyszące poszkodowanemu, oszpecenie ciała, wartość przyszłych kosztów leczenia czy utrata możliwości prowadzenia dotychczasowego trybu życia włącznie ze sportem i rozrywką.

Odszkodowanie karne – stanowi formę ukarania oskarżonego za zaistniałe zdarzenie, zachowanie lub rażące zaniedbanie, oraz pełni swego rodzaju funkcję edukacyjną, będąc przestrogą dla oskarżonego i jemu podobnych. Stosowane szeroko w USA – stąd kwoty odszkodowań zasądzanych przez amerykańskie sądy bywają bardzo duże. Polskie prawo przewiduje wprawdzie możliwość zasądzenia odszkodowania karnego – np. art. 79 ust. 1 pkt 3 lit. b prawa autorskiego, art. 18 ust. 1 pkt 6 ustawy o zwalczaniu nieuczciwej konkurencji, czy art. 24 kodeksu cywilnego, jednak poza pierwszym wskazywanym przypadkiem, świadczenia te są jednak zasądzane nie na rzecz poszkodowanego, lecz na określony cel społeczny.
Odszkodowanie nominalne – opiewające na minimalne sumy, przez co stanowi potwierdzenie błędu prawnego powoda, ale z uwagi na brak materiału dowodzącego okoliczności wystąpienia szkody i braku konieczności wykazania poniesionych strat, opiewa na symboliczną kwotę.

## Główne typy odszkodowań
Do głównych przykładów odszkodowań zalicza się:
- odszkodowanie z OC – pobierane z ubezpieczenia majątkowego i polegające na przejęciu przez ubezpieczyciela ekonomicznych skutków szkód wyrządzonych osobom trzecim,
- odszkodowanie z autocasco – ubezpieczenie samochodu obejmujące skutki ewentualnych uszkodzeń, zniszczeń bądź kradzieży ubezpieczonego pojazdu,
- odszkodowanie z ubezpieczenia na życie – należne w momencie zgonu ubezpieczonego i pośmiertnie wydawane jego rodzinie.
- odszkodowanie powypadkowe – należne osobie, która uległa wypadkowi w pracy, gospodarstwie domowym czy za granicą, pod warunkiem uprzedniego wykupienia odpowiedniego ubezpieczenia.
- odszkodowanie od Skarbu Państwa – możliwe do uzyskania, gdy drogą sądową wykaże się nieprawidłowości, nadużycia czy zaniechania w postępowaniu urzędników państwowych działających na szkodę danej jednostki, przedsiębiorstwa czy organizacji.
- odszkodowanie od banku – przyznawane wskutek udowodnienia działania banku na szkodę klienta (np. niedoinformowanie klienta, składanie oraz nakłanianie go do skorzystania z niekorzystnej oferty finansowej).

## Wysokość odszkodowania i jego forma
Odszkodowanie nie może być wyższe od wyrządzonej szkody, jego rolą jest tylko jej wyrównanie. W pewnych przypadkach odszkodowanie może być niższe od strat rzeczywiście poniesionych przez poszkodowanego. Przykładowo, odszkodowanie może zostać obniżone w sytuacji, gdy:
- wynika to z ustawy lub umowy,
- jeśli poszkodowany przyczynił się do powstania lub zwiększenia szkody,
- ze względu na stan majątkowy poszkodowanego lub osoby odpowiedzialnej za szkodę, ograniczenie odszkodowania wynika z zasad współżycia społecznego.

Odszkodowanie może mieć też formę renty dla poszkodowanego, który utracił możność zarobkowania lub dla osób poszkodowanych wskutek śmierci żywiciela. W przypadkach określonych w ustawie, związanych z wyrządzeniem szkody osobie lub naruszeniem w innej postaci dóbr osobistych, poszkodowany może otrzymać oprócz odszkodowania zadośćuczynienie pieniężne za doznaną krzywdę.
Jeżeli chodzi o odpowiedzialność wynikającą z nienależytego wykonania umowy (odpowiedzialność ex contractu) to zgodnie z art. 361 kodeksu cywilnego zobowiązany do odszkodowania ponosi odpowiedzialność tylko za normalne następstwa działania lub zaniechania, z którego szkoda wynikła (nie będzie np. ponosił odpowiedzialności w przypadku działania siły wyższej).
Po tym jak Rzecznik Finansowy wystosował do niego zapytanie w tej sprawie, Sąd Najwyższy wypowiedział się w kwestii zwrotu kosztów prywatnego leczenia i rehabilitacji po tym. W uchwale możemy przeczytać, że odszkodowanie wypłacane z OC sprawcy wypadku powinno obejmować także „uzasadnione i celowe koszty leczenia oraz rehabilitacji poszkodowanego niefinansowane ze środków publicznych (art. 444 § 1 k.c.)”.